# Everyman’s Library

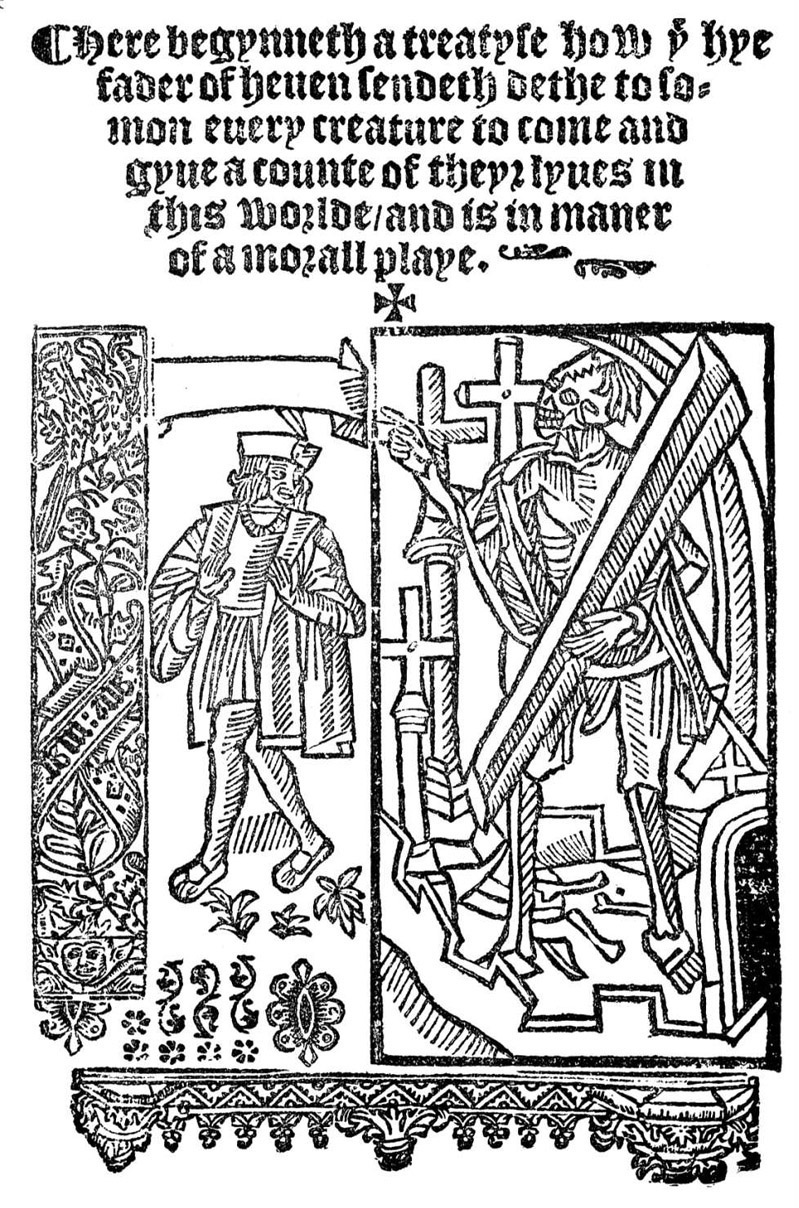
Frontispiz einer Ausgabe des mittelalterlichen Spiels Everyman (Jedermann), veröffentlicht von John Skot (ca. 1530)

## Zweck und Leitwort der Reihe
Die Everyman’s Library ist eine Buchreihe in englischer Sprache. Die einheitliche Reihe wurde 1906 vom Redakteur und Herausgeber Joseph Malaby Dent (1849–1926) mit der Absicht gegründet, eine Sammlung von Standardbüchern zu verschiedenen Themen zu einem Preis anbieten zu können, der sie für jedermann erschwinglich macht. Die Reihe wuchs unter der Redaktion von Ernest P. Rhys (1859–1946) schnell an.
Das Gesamtwerk gliedert sich in verschiedene Unterreihen: Biography (Biografie), Classical (Klassiker), Essays & Belles-Lettres (Essays & schöngeistige Literatur), Fiction (Belletristik), History (Geschichte), Oratory (Redekunst), Philosophy & Theology (Philosophie & Theologie), Poetry & Drama (Lyrik & Dramatik), Reference (Nachschlagewerke), Romance (Liebesromane), Science (Naturwissenschaft), Travel & Topography (Reise & Länderkunde) und For Young People (Für junge Leute). In der Reihe erschien auch eine Everyman’s Encyclopaedia.
Das Motto der Reihe ist dem mittelalterlichen Spiel Everyman, einer mittelenglischen Moralität Jedermanns Ladung  (in modernem Englisch: Summoning of Everyman) entnommen, worin die Figur des Knowledge (Wissen, Erkenntnis) zu Everyman (Jedermann) sagt:
| Everyman, I will go with thee and be thy guide, In thy most need to go by thy side. | Jedermann, ich werde mit Dir gehen und Dich geleiten, Um Dir in der Zeit der größten Entbehrnis zur Seite zu stehen. |

Dieses Zitat erscheint auf allen Titelseiten der Bände der Everyman’s Library.

## Übersicht
Liste aller Titel (Alte Reihe) (nach publishinghistory.com)
- 1. James Boswell : The Life of Samuel Johnson (Vol. 1) Digitalisat
- 2. James Boswell : The Life of Samuel Johnson (Vol. 2)
- 3. John Gibson Lockhart : Life of Napoleon
- 4. Hans Christian Andersen : Fairy Tales and Stories
- 5. Nathaniel Hawthorne : A Wonder Book and Tanglewood Tales
- 6. Henry Kingston : Peter the Whaler
- 7. Henry Kingston : Three Midshipman
- 8. Charles Lamb : Tales from Shakespeare
- 9. Marcus Aurelius : The Meditations
- 10. Francis Bacon : Essays
- 11. Samuel Taylor Coleridge : Biographia Literaria
- 12. Ralph Waldo Emerson : Essays, First Series and Second Series
- 13. James Anthony Froude : Short Studies on Great Subjects, I
- 14. Charles Lamb : Essays of Elia and Last Essays of Elia
- 15. Edward Lytton : Harold, the Last of the Saxons
- 16. Sir Walter Scott : Ivanhoe
- 17. Edgar : Cressy and Poictiers
- 18. Edward Lytton : The Last of the Barons
- 19. Anne Manning : Sir Thomas More
- 20. Charles Kingsley : Westward Ho!
- 21. Jane Austen : Sense and Sensibility
- 22. Jane Austen : Pride and Prejudice
- 23. Jane Austen : Mansfield Park
- 24. Jane Austen : Emma
- 25. Jane Austen : Northanger Abbey and Persuasion
- 26. Honore de Balzac : Wild Ass’s Skin
- 27. George Eliot : Adam Bede
- 28. Henry Kingsley : Ravenshoe
- 29. Charles Reade : The Cloister and the Hearth
- 30. Anthony Trollope : Barchester Towers
- 31. Thomas Carlyle : The French Revolution
- 32. Thomas Carlyle : The French Revolution
- 33. Finlay : Byzantine Empire
- 34. Macaulay : England
- 35. Macaulay : England
- 36. Macaulay : England
- 37. Robertson : Religion and Life
- 38. Robertson : Christian Doctrine
- 39. Robertson : Bible Subjects
- 40. Latimer : Sermons
- 41. Robert Browning : Poems 1833-44
- 42. Robert Browning : Poems 1844-64
- 43. Coleridge : The Golden Book of Poetry
- 44. Lord Tennyson : Poems
- 45. Malory : Le Morte D’Arthur
- 46. Malory : Le Morte D’Arthur
- 47. T. H. Huxley : Man’s Place in Nature
- 48. Gilbert White : The Natural History of Selborne
- 49. George Borrow : Wild Wales
- 50. Speke : The Source of the Nile
- 51. Cellini : Autobiography
- 52. Robert Southey : Nelson, Viscount Horatio - Biography
- 53. Samuel Pepys : The Diary
- 54. Samuel Pepys : The Diary
- 55. Lockhart : Life of Scott
- 56. Grimm : Fairy Tales
- 57. Froissart : Chronicles
- 58. Thomas Hughes : Tom Brown’s Schooldays
- 59. Daniel Defoe : Robinson Crusoe
- 60. Jonathan Swift : Gulliver’s Travels (Abridged)
- 61. Canton : A Child’s Book of Saints
- 62. Aeschylus : Lyrical Dramas
- 63. Euripides : Plays
- 64. Plato : The Republic
- 65. Hazlitt : Characters of Shakespeare’s Plays
- 66. Oliver Wendell Holmes : Autocrat at the Breakfast Table
- 67. Oliver Wendell Holmes : Professor at the Breakfast Table
- 67. Xenophon : Cyropaedia
- 68. Oliver Wendell Holmes : Poet at the Breakfast Table
- 69. Lady Montague : Letters
- 70. Izaak Walton : The Compleat Angler
- 71. Sir Walter Scott : The Fortunes of Nigel
- 72. Sir Walter Scott : Woodstock
- 73. William M Thackeray : Esmond
- 74. Daniel Defoe : Captain Singleton
- 75. Sir Walter Scott : Waverley
- 76. Charles Dickens : Barnaby Rudge
- 77. James Fenimore Cooper : The Deerslayer
- 78. James Fenimore Cooper : The Pathfinder
- 79. James Fenimore Cooper : The Last of the Mohicans
- 80. Lytton : Last Days of Pompeii
- 81. Alexandre Dumas : The Three Musketeers
- 82. Captain Marryat : Mr Midshipman Easy
- 83. Elizabeth Gaskell : Cranford
- 84. Mrs Henry Wood : The Channings
- 85. Burnet : History of His Own Times
- 86. Motley : Dutch Republic
- 87. Motley : Dutch Republic
- 88. Motley : Dutch Republic
- 89. Stanley : Memorials of Canterbury
- 90. Butler : Analogy of Religion
- 91. Law : Serious Call
- 92. Sir Thomas Browne : Religio Medici, etc
- 93. The New Testament
- 94. Robert Burns : Poems and Songs
- 95. R. B. Sheridan : Plays
- 96. Palgrave : The Golden Treasury
- 97. Lady Guest : Mabinogion
- 98. Tyndall : Glaciers of the Alps
- 99. Captain Cook : Voyages
- 100. Strickland : Queen Elizabeth
- 101. John Keats : Poems
- 102. Charles Dickens : A Tale of Two Cities
- 103. Miller : Old Red Sandstone
- 104. Darwin : Voyage of the Beagle
- 105. Charles Wesley : Journal
- 106. Charles Wesley : Journal
- 107. Charles Wesley : Journal
- 108. Charles Wesley : Journal
- 109. Clarke : Shakespeare’s Heroines
- 110. Clarke : Shakespeare’s Heroines
- 111. Clarke : Shakespeare’s Heroines
- 112. Frances Browne : Grannie's Wonderful Chair
- 113. Charles Kingsley : Heroes
- 114. Sophocles : Dramas
- 115. Matthew Arnold : Essays
- 116. Dr John Brown : Rab and His Friends, etc
- 117. Washington Irving : Sketch Book
- 118. Reynolds : Discourses
- 119. George Borrow : Lavengro
- 120. George Borrow : Romany Rye
- 121. George Eliot : Silas Marner
- 122. Nathaniel Hawthorne : The Scarlet Letter
- 123. Mrs Mulock : John Halifax, Gentleman
- 124. Sir Walter Scott : The Abbot
- 125. Sir Walter Scott : Anne of Geierstein
- 126. Sir Walter Scott : The Antiquary
- 127. Sir Walter Scott : Highland Widow and Betrothed
- 128. Sir Walter Scott : The Black Dwarf and The Legend of Montrose
- 129. Sir Walter Scott : The Bride of Lammermoor
- 130. Sir Walter Scott : Castle Dangerous and Surgeon’s Daughter
- 131. Sir Walter Scott : Robert of Paris
- 132. Sir Walter Scott : Fair Maid of Perth
- 133. Sir Walter Scott : Guy Mannering
- 134. Sir Walter Scott : Heart of Midlothian
- 135. Sir Walter Scott : Kenilworth
- 136. Sir Walter Scott : The Monastery
- 137. Sir Walter Scott : Old Mortality
- 138. Sir Walter Scott : Peveril of the Peak
- 139. Sir Walter Scott : The Pirate
- 140. Sir Walter Scott : Quentin Durward
- 141. Sir Walter Scott : Redgauntlet
- 142. Sir Walter Scott : Rob Roy
- 143. Sir Walter Scott : St Ronan’s Well
- 144. Sir Walter Scott : The Talisman
- 145. William Pitt : Orations
- 146. Maurice : Kingdom of Christ
- 147. Maurice : Kingdom of Christ
- 148. Percy : Reliques
- 149. Percy : Reliques
- 150. Proctor : Legends and Lyrics
- 151. George Borrow : The Bible in Spain
- 152. Ford : Gatherings from Spain
- 153. William Shakespeare : Comedies
- 154. William Shakespeare : Histories, etc
- 155. William Shakespeare : Tragedies
- 156. Lockhart : Life of Robert Burns
- 157. Fairy Gold
- 158. Gatty : Parables from Nature
- 159. Captain Marryat : Little Savage
- 160. Captain Marryat : Masterman Ready
- 161. Virgil : The Aeneid
- 162. Coleridge : Lectures on Shakespeare
- 163. Thomas De Quincey : Lake Poets
- 164. Richard Addison : The Spectator
- 165. Richard Addison : The Spectator
- 166. Richard Addison : The Spectator
- 167. Richard Addison : The Spectator
- 168. Tytler : Principles of Translation
- 169. Honore de Balzac : Eugenie Grandet
- 170. Honore de Balzac : Old Goriot
- 171. James Fenimore Cooper : The Pioneer
- 172. James Fenimore Cooper : The Prairie
- 173. Charles Dickens : The Old Curiosity Shop
- 174. Alexandre Dumas : The Black Tulip
- 175. Alexandre Dumas : Twenty Years After
- 176. Nathaniel Hawthorne : The House of Seven Gables
- 177. Charles Lever : Harry Lorrequer
- 178. Lover : Handy Andy
- 179. Herman Melville : Moby Dick
- 180. Herman Melville : Typee
- 181. Anthony Trollope : Framley Parsonage
- 182. Anthony Trollope : The Warden
- 183. Dennis : Cities and Cemeteries of Etruria
- 184. Dennis : Cities and Cemeteries of Etruria
- 185. Finlay : Greece Under the Romans
- 186-197. Grote : History of Greece
- 198. Thierry : The Norman Conquest
- 199. Thierry : The Norman Conquest
- 200. St Augustine : Confessions
- 201. Hooker : Ecclesiastical Polity
- 202. Hooker : Ecclesiastical Polity
- 203. William Wordsworth : Poems (Vol. I)
- 204. John Bunyan : Pilgrim’s Progress
- 205. Mungo Park : Travels
- 206. Charles Kingsley : Hereward the Wake
- 206. (number reused) Abraham Lincoln : Speeches
- 207. John Ruskin : The Seven Lamps of Architecture
- 208. John Ruskin : Modern Painters
- 209. John Ruskin : Modern Painters
- 210. John Ruskin : Modern Painters
- 211. John Ruskin : Modern Painters
- 212. John Ruskin : Modern Painters
- 213. John Ruskin : Stones of Venice
- 214. John Ruskin : Stones of Venice
- 215. John Ruskin : Stones of Venice
- 216. John Ruskin : Unto This Last
- 217. John Ruskin : Elements of Drawing
- 218. John Ruskin : Pre-Raphaelitism
- 219. John Ruskin : Sesame and the Lilies
- 220. John Evelyn : Diary*
- 221. John Evelyn : Diary
- 222. Virgil : Eclogues and Georgics
- 223. De Quincey : Opium-Eater
- 224. Mazzini : Duties of Man, etc
- 225. Macaulay : Essays
- 226. Macaulay : Essays
- 227. Elyot : Gouernour
- 228. Gotthelf : Ulric the Farm Servant
- 229. Honore de Balzac : Atheist’s Mass, etc
- 230. Charles Kingsley : Hypatia
- 231. George Eliot : Romola
- 232. Captain Marryat : Peter Simple
- 233. Charles Dickens : Oliver Twist
- 234. Charles Dickens : Great Expectations
- 235. Charles Dickens : The Pickwick Papers
- 236. Charles Dickens : Bleak House
- 237. Charles Dickens : Sketches by Boz
- 238. Charles Dickens : Nicholas Nickleby
- 239. Charles Dickens : Christmas Books
- 240. Charles Dickens : Dombey and Son
- 241. Charles Dickens : Martin Chuzzlewit
- 242. Charles Dickens : David Copperfield
- 243. Emily Bronte : Wuthering Heights and Poems
- 244. Oliphant : Salem’s Chapel
- 245. R. M. Ballantyne : Coral Island
- 246. R. M. Ballantyne : Martin Rattler
- 247. Captain Marryat : Children of the New Forest
- 248. Louisa May Alcott : Little Women and Good Wives
- 249. Fairy Tales from the Arabian Nights
- 250. Sismondi : Italian Republics
- 251. Stanley : The Eastern Church
- 252. John Bright : Speeches
- 253. Ancient Hebrew Literature Digitalisat
- 254. Ancient Hebrew Literature Digitalisat
- 255. Ancient Hebrew Literature Digitalisat
- 256. Ancient Hebrew Literature Digitalisat
- 257. Percy Shelley : Poetical Works
- 258. Percy Shelley : Poetical Works
- 259. Kirby : Kalevala
- 260. Kirby : Kalevala
- 261. William Morris : Early Romances
- 262. William Harvey : The Circulation of the Blood
- 263. Galton : Inquiries into Human Faculty
- 264. Richard Hakluyt : Voyages
- 265. Richard Hakluyt : Voyages
- 266. Thomas Carlyle : Letters of Cromwell
- 267. Thomas Carlyle : Letters of Cromwell
- 268. Thomas Carlyle : Letters of Cromwell
- 269. Lewes : Life of Goethe
- 270. Voltaire : The Life of Charles XII
- 271. Euripides : Plays
- 272. Giraldus : Cambrensis, Wales
- 273. Tacitus : Annals
- 274. Tacitus : Agricola and Germania
- 275. Abbott : Rollo at Work, etc
- 276. R. M. Ballantyne : Ungava
- 277. Charles Kingsley : Water Babies and Glaucus
- 278. Thomas Carlyle : Sartor Resartus
- 279. Emerson : Representative Men
- 280. Machiavelli : The Prince
- 281. Thoreau : Walden
- 282. John Ruskin : Ethics of the Dust
- 283. Daniel Defoe : Memoirs of a Cavalier
- 284. Honore de Balzac : Christ in Flanders
- 285. Honore de Balzac : The Chouans
- 286. Honore de Balzac : Quest of the Absolute
- 287. Charlotte Bronte : Jane Eyre
- 288. Charlotte Bronte : Shirley
- 289. Daniel Defoe : Journal of the Plague
- 290. Charles Dickens : American Notes
- 291. Charles Dickens : A Child's History of England
- 292. Charles Dickens : Hard Times
- 293. Charles Dickens : Little Dorrit
- 294. Charles Dickens : Our Mutual Friend
- 295. Oliver Goldsmith : The Vicar of Wakefield
- 296. Charles Kingsley : Hereward the Wake
- 297. Herman Melville : Omoo
- 298. William M Thackeray : Vanity Fair
- 299. Charles Reade : Peg Woffington
- 300. Creasy : Fifteen Decisive Battles
- 301. Prescott : The Conquest of Peru
- 302. Parkman : Conspiracy of Pontiac
- 303. Parkman : Conspiracy of Pontiac
- 304. R. D. Blackmore : Lorna Doone
- 305. Seeley : Ecce Homo
- 306. Marco Polo : Travels (übersetzt von William Marsden)
- 307. Chaucer : The Canterbury Tales
- 308. Dante : The Divine Comedy
- 309. Herbert : The Temple
- 310. Herrick : Hesperides
- 311. William Wordsworth : Poems (Vol. II)
- 312. Armour : Fall of the Nibelungs
- 313. Richard Hakluyt : Voyages
- 314. Richard Hakluyt : Voyages
- 315. Lane : Modern Egyptians
- 316. Benjamin Franklin : Memoirs of the Life and Writings of Benjamin Franklin - Autobiography
- 317. Colonel Hutchinson : Memoirs
- 318. Elizabeth Gaskell : Life of Charlotte Bronte
- 319. Jules Verne : 20,000 Leagues Under the Sea
- 320. Edgar : Runnymede and Lincoln Fair
- 321. William Hazlitt : Table Talk
- 322. Emerson : Nature, Conduct of Life, etc
- 323. John Ruskin : Crown of Wild Olive and Cestus of Aglaia
- 324. Manning : Mary Powell and Deborah's Diary
- 325. George Eliot : The Mill on the Floss
- 326. Alexandre Dumas : Marguerite de Valois
- 327. Thomas Love Peacock : Headlong Hall
- 328. Converse : Long Will
- 329. C. M. Yonge : Dove in the Eagle's Nest
- 330. C. M. Yonge : The Book of Golden Deeds
- 331. Sir Walter Scott : Lives of the Novelists
- 332. (number reused) Sir Arthur Helps : Life of Columbus
- 332. (number reused) An Essay Concerning Human Understanding (Vol. 1)
- 333. De Joinville : Memoirs of the Crusades
- 334. Matthew Arnold : Poems
- 335. Goethe : Faust
- 336. Edgar Allan Poe : Tales of Mystery and Imagination
- 337. Kinglake : Eothen
- 338. Richard Hakluyt : Voyages
- 339. Richard Hakluyt : Voyages
- 340. Burke : American Speeches and Letters
- 341. G. R. Gleig : Life of Wellington
- 342. Charles Lamb : Letters
- 343. Charles Lamb : Letters
- 344. Aristophanes : Acharnians
- 345. Cicero : Select Letters and Orations
- 346. Craik : Manual of English Literature
- 347. Jonathan Swift : Tale of a Tub
- 348. Gilfillan : Literary Portraits
- 349. Honore de Balzac : Cat and Racket
- 350. R. D. Blackmore : Springhaven
- 351. Charlotte Bronte : Villette
- 352. Fanny Burney : Evelina
- 353. George Eliot : Felix Holt
- 354. Erckmann-Chatrian : The Conscript and Waterloo
- 355. Henry Fielding : Tom Jones
- 356. Henry Fielding : Tom Jones
- 357. G. P. R. James : Richelieu
- 358. Captain Marryat : Percival Keene
- 359. William M Thackeray : Christmas Books
- 360. Anthony Trollope : Dr Thorne
- 361. Anthony Trollope : Small House at Arlington
- 362. C. M. Yonge : The Heir of Redclyffe
- 363. Victor Hugo : Les Miserables (Vol. 1)
- 364. Victor Hugo : Les Miserables (Vol. 2)
- 365. Annals of Fairyland
- 366. Annals of Fairyland
- 367. Jules Verne : Dropped from the Clouds
- 368. Jules Verne : Abandoned
- 369. Jules Verne : The Secret of the Island
- 370. Captain Marryat : Settlers in Canada
- 371. Harriet Beecher Stowe : Uncle Tom's Cabin
- 372. Froude : Henry VIII
- 373. Froude : Henry VIII
- 374. Froude : Henry VIII
- 375. Froude : Edward VI
- 376. Machiavelli : Florence
- 377. Millman : The History of the Jews
- 378. Millman : The History of the Jews
- 379. Swedenborg : Heaven and Hell
- 380. The Koran
- 381. Everyman and Other Interludes
- 382. Longfellow : Poems
- 383. Christopher Marlowe : Plays and Poems
- 384. John Milton : Poems
- 385. Cervantes : Don Quixote
- 386. Cervantes : Don Quixote
- 387. James Boswell : Tour to the Hebrides
- 388. Richard Hakluyt : Voyages
- 389. Richard Hakluyt : Voyages
- 390. Bulwer Lytton : Pilgrims of the Rhine
- 391. Anthony Trollope : Last Chronicles of Barset
- 392. Anthony Trollope : Last Chronicles of Barset
- 393. Alexandre Dumas : The Count of Monte Cristo
- 394. Alexandre Dumas : The Count of Monte Cristo
- 395. George Smith : The Life of William Carey
- 396. Trotter : The Bayard of India
- 397. Prescott : The Conquest of Mexico
- 398. Prescott : The Conquest of Mexico
- 399. Macaulay : Speeches on Politics
- 400. Harrison Ainsworth : Tower of London
- 401. Trotter : Hodson of Hodson’s Horse
- 402. Woolman’s Journal
- 403. Ramayana and Mahabharata
- 404. Epicetus : Moral Discourses
- 405. Herodotus
- 406. Herodotus
- 407. Plutarch : Lives
- 408. Plutarch : Lives
- 409. Plutarch : Lives
- 410. Maria Edgeworth : Castle Rackrent
- 411. William Hazlitt : Lectures
- 412. Adam Smith : The Wealth of Nations
- 413. Adam Smith : The Wealth of Nations
- 414. Charles Dickens : Christmas Stories
- 415. Oliver Goldsmith : Poems and Plays
- 416. Henry Kingsley : Geoffrey Hamlyn
- 417. Charlotte Bronte : The Professor
- 418. Curtis : Pru and I and Lotus
- 419. Honore de Balzac : Catherine de Medici
- 420. Alexandre Dumas : The Forty Five
- 421. Alexandre Dumas : Chicot the Jester
- 422. Victor Hugo : Notre Dame
- 423. Daudet : Tartarin of Tarascon
- 424. Nathaniel Hawthorne : The Marble Faun
- 425. William M Thackeray : Pendennis
- 426. William M Thackeray : Pendennis
- 427. John Galt : Annals of a Parish
- 427. (number reused) Louisa M Alcott : Little Women and Good Wives
- 428. Aimard : The Indian Scout
- 429. Martineau : Feats on the Fjords
- 430. Wyss : The Swiss Family Robinson
- 431. Joanna Spyri : Heidi
- 432. Lutzow : History of Bohemia
- 433. Merivale : The History of Rome
- 434. Gibbons : Rise and Fall of the Roman Empire
- 435. Gibbons : Rise and Fall of the Roman Empire
- 436. Gibbons : Rise and Fall of the Roman Empire
- 437. Le Sage : Gil Blas
- 438. Le Sage : Gil Blas
- 439. Macaulay : Miscellaneous Essays
- 440. Montaigne : Essays
- 441. Montaigne : Essays
- 442. Montaigne : Essays
- 443. Edmund Spenser : The Fairie Queene
- 444. Edmund Spenser : The Fairie Queene
- 445. Evans : Holy Graal
- 446. Bates : Naturalist on the Amazon
- 447. Sir John Franklin : The Journey to the Polar Sea
- 448. Prayer Books of Kiong Edward VI : First and Second
- 449. Biographical Dictionary of English Literature
- 450. John Ruskin : Time and Tide
- 451. Atlas of Classical Geography
- 452. Trotter : Warren Hastings
- 453. Homer : The Iliad
- 454. Homer : The Odyssey
- 455. Thucydides : The Peloponnesian War
- 456. Plato : Dialogues
- 457. Plato : Dialogues
- 458. Matthew Arnold : Study of Celtic Literature
- 459. William Hazlitt : Spirit of the Age and Lectures on English Poets
- 460. Burke : Reflections on the French Revolution
- 461. Sir Thomas More : Utopia and Dialogue of Comfort against Tribulation
- 462. Charles Kingsley : Alton Locke
- 463. Honore de Balzac : Cousin Pons
- 464. Wilkie Collins : The Woman in White
- 465. William M. Thackeray : The Newcomes
- 466. William M. Thackeray : The Newcomes
- 467. Henry Fielding : Joseph Andrews
- 468. George Eliot : Scenes of Clerical Life
- 469. Leo Tolstoy : Master and Other Parables and Tales
- 470. C. M. Yonge : The Little Duke
- 471. Duruy : Heroes of England
- 472. Blufinch : The Age of Fable
- 473. Mother Goose
- 474. Gibbons : Rise and Fall of the Roman Empire
- 475. Gibbons : Rise and Fall of the Roman Empire
- 476. Gibbons : Rise and Fall of the Roman Empire
- 477. Froude : Mary Tudor
- 478. Washington Irving : Conquest of Granada
- 479. Bede : Ecclesiastical History
- 480. The Pilgrim Fathers
- 481. Spinoza : Ethics
- 482. John Stuart Mill : Utilitarianism, Liberty, Representative Government
- 483. Bishop Berkeley : Principles of Human Knowledge, New Theory of Vision
- 484. Thomas A Kempis : Imitation of Christ
- 485. Bonaventura : The Little Flowers, The Life of St Francis
- 486. Lord Byron : Complete Poetical & Dramatic Works
- 487. Lord Byron : Complete Poetical and Dramatic Works
- 488. Lord Byron : Complete Poetical and Dramatic Works
- 489. Ben Jonson : Plays
- 490. Ben Jonson : Plays
- 491. Minor Elizabethan Drama
- 492. Minor Elizabethan Drama
- 493. Theology in the English Poets
- 494. Ibsen : The Doll’s House
- 495. Smaller Classical Dictionary
- 496. Literary and Historical Atlas (Vol. I) - Europe
- 497. Aucassin and Nicolette
- 498. T. H. Huxley : Select Lectures and Lay Sermons
- 499. Lord Dufferin : Letters from High Altitudes
- 500. Richard Burton : East Africa
- 501. Dostoyevsky : Crime and Punishment
- 502. Robert Browning : The Ring and the Book
- 503. Herbert Spencer : Essays on Education
- 503. (number reused) The Yellow Book
- 504. Herbert Spencer : Essays on Education
- 505. Sheppard : Charles Auchester
- 506. Beaumont and Fletcher : Selected Plays
- 507. William M. Thackeray : The Virginians
- 508. William M. Thackeray : The Virginians
- 509. Victor Hugo : Toilers of the Sea
- 510. Anson’s Voyages
- 511. Gibbons : Autobiography
- 512. Louisa M Alcott : Little Men
- 513. Washington Irving : Life of Mahomet
- 514. Smeaton : The Life of Shakespeare
- 515. Horace : Complete Poetical Works
- 516. Aristophanes : Frogs, etc
- 517. Taylor : Words and Places
- 518. Jean Jacques Rousseau : Emile
- 519. Hamilton : The Federalist
- 520. Bagehot : Literary Studies
- 521. Bagehot : Literary Studies
- 522. Harrison Ainsworth : Old St Paul’s
- 523. Whyte-Meville : Gladiators
- 524. Elizabeth Gaskell : Sylvia’s Lovers
- 525. Leo Tolstoy : War and Peace
- 526. Leo Tolstoy : War and Peace
- 527. Leo Tolstoy : War and Peace
- 528. Turgenev : Virgin Soil
- 529. Scheffel : Ekkehard
- 530. Honore de Balzac : The Country Doctor
- 531. Nathaniel Hawthorne : Twice Told Tales
- 532. Bulwer Lytton : Rienzi
- 533. Dostoyevsky : The House of the Dead
- 534. George Sand : The Devil’s Pool and Francois the Waif
- 535. Benjamin Disraeli : Coningsby
- 536. Charles Dickens : Uncommercial Traveller
- 537. Clarke : Tales from Chaucer
- 538. Collodi : Pinocchio
- 539. Sir S. W. Baker : Cast Up by the Sea
- 540. Freeman : Old English History for Children
- 541. Annals of Fairyland
- 542. Mommsen : History of Rome
- 543. Mommsen : History of Rome
- 544. Mommsen : History of Rome
- 545. Mommsen : History of Rome
- 546. Demosthenes : Select Orations
- 547. Aristotle : Nicomachean Ethics
- 548. Hume : Treatise of Human Nature
- 549. Hume : Treatise of Human Nature
- 550. Sir Walter Scott : Poems and Plays
- 551. Sir Walter Scott : Poems and Plays
- 552. Ibsen : Ghosts
- 553. Literary and Historical Atlas (Vol. II) - America Digitalisat
- 554. Dictionary of Dates
- 555. An Encyclopaedia of Gardening by Walter P Wright
- 556. Bulfinch : Legends of Charlemagne
- 557. French Medieval Romances
- 558. Dasent : Story of Burnt Njal
- 559. Boyle : The Sceptical Chymist
- 560. Henry George : Progress and Poverty*
- 561. Belt : Naturalist in Nicaragua
- 562. King : The Life of Mazzini
- 563. Leslie : Memoirs of John Constable
- 564. Holmes : Life of Mozart
- 565. Plutarch : Moralia
- 566. Canton : Invisible Playmate
- 567. Emerson : Society and Solitude, etc
- 568. Dryden : Dramatic Essays
- 569. Boehme : The Signature of All things
- 570. Descartes : Discourse on Method
- 571. Langland : Piers Plowman
- 572. A Book of English Ballads
- 573. Walt Whitman : The Leaves of Grass and Democratic Vistas
- 574. A Book of Heroic Verse
- 575. William Morris : Life and Death of Jason
- 576. Faraday : Experimental Researches in Electricity
- 577. Geoffrey of Monmouth : Histories of the Kings of Britain
- 578. Layamon : Arthurian Chronicles
- 579. C. M. Yonge : The Lances of Lynwood
- 580. Captain Marryat : King’s Own
- 581. The Muses Pageant
- 582. Mayne Reid : Boy Hunters of the Mississippi
- 583. Froude : History of Queen Elizabeth’s Reign
- 584. Froude : History of Queen Elizabeth’s Reign
- 585. Froude : History of Queen Elizabeth’s Reign
- 586. Froude : History of Queen Elizabeth’s Reign
- 587. Froude : History of Queen Elizabeth’s Reign
- 588. Dana : Two Years Before the Mast
- 589. Stow : A Survey of London
- 590. Ricardo : Principles of Political Economy and Taxation
- 591. Leo Tolstoy : Childhood, Boyhood and Youth
- 592. Nathaniel Hawthorne : Blithedale Romance
- 593. Alexandre Dumas : Vicomte de Bragelonne
- 594. Alexandre Dumas : Vicomte de Bragelonne
- 595. Alexandre Dumas : Vicomte de Bragelonne
- 596. Honore de Balzac : Rise and Fall of Cesar Birotteau
- 597. Mary Beaumont : Joan Seaton
- 598. Elizabeth Gaskell : Mary Barton
- 599. Goethe : Wilhelm Meister
- 600. Goethe : Wilhelm Meister
- 601. Buchanan : Life and Adventures of Audubon
- 602. The Life of Hector Berlioz
- 603. Livy : A History of Rome (Vol. I)
- 604. Restoration Plays
- 605. Aristotle : Politics
- 606. The Muses Pageant
- 607. Lowell : Among My Books
- 608. Thomas Carlyle : Past and Present
- 609. Thomas De Quincey : English Mail Coach
- 609. (number reused) Livy : A History of Rome
- 610. William M Thackeray : English Humourists & The Four Georges
- 611. Charles Kingsley : Yeast
- 612. Leo Tolstoy : Anna Karenina
- 613. Leo Tolstoy : Anna Karenina
- 614. Alexandre Dumas : Le Chevalier de Maison Rouge
- 615. Elizabeth Gaskell : Cousin Phillis
- 616. Mrs Shelley (Wollstonecraft) : Frankenstein
- 617. Laurence Sterne : Tristram Shandy
- 618. Captain Marryat : Jacob Faithful
- 619. Ingelow : Mopsa the Fairy
- 620. Dodge : Hans Brinker
- 621. Hallam : Constitutional History
- 622. Hallam : Constitutional History
- 623. Hallam : Constitutional History
- 624. The Anglo-Saxon Chronicle
- 625. Bjornson : Plays
- 626. Lord Tennyson : Poems
- 627. D. G. Rossetti : Poems
- 628. Thomas Gray : Poems and Letters
- 629. Kalidasa : Shakuntala
- 630. Roget’s Thesaurus*
- 631. Roget’s Thesaurus
- 632. A Dictionary of Non-Classical Mythology
- 633. Literary and Historical Atlas (Vol. III) - Asia Digitalisat
- 634. Morte D’Arthur : Romances
- 635. Swedenborg : Divine Love and Wisdom
- 636. Henry Newman : Apologia Pro Vita Sua
- 637. Wade Robinson : Sermons
- 638. William Cobbett : Rural Rides
- 639. William Cobbett : Rural Rides
- 640. Crevecoeur : Letters from an American Farmer
- 641. The Everyman Encyclopedia (Vol. 1) (1913)
- 642. The Everyman Encyclopedia (Vol. 2) (1913)
- 643. The Everyman Encyclopedia (Vol. 3) (1913)
- 644. The Everyman Encyclopedia (Vol. 4) (1913)
- 645. The Everyman Encyclopedia (Vol. 5) (1913)
- 646. The Everyman Encyclopedia (Vol. 6) (1913)
- 647. The Everyman Encyclopedia (Vol. 7) (1913)
- 648. The Everyman Encyclopedia (Vol. 8) (1913)
- 649. The Everyman Encyclopedia (Vol. 9) (1913)
- 650. The Everyman Encyclopedia (Vol. 10) (1913)
- 651. The Everyman Encyclopedia (Vol. 11) (1913)
- 652. The Everyman Encyclopedia (Vol. 12) (1913)
- 653. A Century of Essays : Anthology
- 654. Dostoyevsky : Letters from the Underworld
- 655. Neale : Fall of Constantinople
- 656. Honore de Balzac : Lost Illusions
- 657. Aesop : Fables
- 658. Swedenborg : Divine Providence
- 659. Ibsen : Pretender, Pillars of Society, Rosmersholm
- 660. Jean Jacques Rousseau : Social Contract and Other Essays
- 661. Russell : The Life of Gladstone
- 662. Literary and Historical Atlas (Vol. IV) - Africa and Australasia
- 663. Hahnemann : The Organon of the Rational Art of Healing
- 664. Mme C. de la Barca : Life in Mexico
- 665. Seebohm : Oxford Reformers
- 666. Froude : Life of Benjamin Disraeli, Lord Beaconsfield
- 667. Blackwell : Pioneer Work for Women
- 668. Cibber : Apology for His Life
- 669. Livy : A History of Rome (Vol. II)
- 670. Livy : A History of Rome (Vol. III)
- 671. The Muses Pageant
- 672. Xenophon : Cyropaedia
- 673. Martinengo-Cesaresco : Folk-Lore and Other Essays
- 674. Dorothy Osborne : Letters
- 675. An Anthology of English Prose - From Bede to Stevenson
- 676. Paltock : Peter Wilkins
- 677. Turgenev : Liza
- 678. Macdonald : Sir Gibbie
- 679. Morier : Haiji Baba
- 680. Elizabeth Gaskell : North and South
- 681. Bret Harte : Luck of Roaring Camp
- 682. Dostoyevsky : The Idiot
- 683. Samuel Richardson : Pamela
- 684. Samuel Richardson : Pamela
- 685. Emily Bronte : Wuthering Heights
- 686. Honore de Balzac : The Country Parson
- 687. William M Thackeray : Roundabout Papers
- 688. John Ruskin - The Two Boyhoods
- 689. Boult : Asgard and the Norse Heroes
- 690. Keble : The Christian Year
- 691. Thomas Hobbes : Leviathan
- 692. Malthus : On the Principles of Population
- 693. Malthus : On the Principles of Population
- 694. Hebbel : Plays
- 695. The New Golden Treasury
- 696. Bjornson : Plays
- 697. George Borrow : The Gypsies in Spain
- 698. Chretien de Troyes : Arthurian Romances
- 699. Grettir Saga
- 700. Lyell : Antiquity of Man
- 701. Dowden : Life of Robert Browning
- 702. Julius Caesar : Gallic War
- 703. Thomas Carlyle : Essays
- 704. Thomas Carlyle : Essays
- 705. James Anthony Froude : Short Studies
- 706. Erckmann-Chatrian : Story of a Peasant
- 707. Erckmann-Chatrian : Story of a Peasant
- 708. G. R. Gleig : The Subaltern
- 709. Harrison Ainsworth : Windsor Castle
- 710. M Scott : Tom Cringle’s Log
- 711. Fyodor Dostoyevsky : The Gambler and Poor Folk
- 712. Josephus : Wars of the Jews
- 713. Mignet : The French Revolution
- 714. Anthology of British Historical Speeches and Orations
- 715. Ralph Waldo Emerson : Poems
- 716. Ibsen : Brand
- 717. Heimskringla : The Olaf Sagas
- 718. Thomas Paine : The Rights of Man
- 719. Bacon : Advancement of Learning
- 720. Arthur Young : Travels in France and Italy
- 721. Cox : Tales of Ancient Greece
- 722. Margaret, Duchess of Newcastle : Life of the First Duke of Newcastle
- 723. Henry Newman : On the Scope and Nature of University education
- 724. Penn : The Peace of Europe, Some Fruits of Solitude
- 725. Charles Dickens : Edwin Drood
- 726. Gogol : Dead Souls
- 727. Green : Short History of the English People
- 728. Green : Short History of the English People
- 729. Ibsen : Lady Inger
- 730. Mrs Ewing : Mrs Overtheway's Remembrances
- 731. Mrs Ewing : Jackanapes, Daddy Darwin’s Dovecot and the Story of a Short Life
- 732. Macdonald : Phantastes
- 733. Honore de Balzac : Ursule Mirouet
- 734. Maine : Ancient Law
- 735. Cardinal de Retz : Memoirs
- 736. Cardinal de Retz : Memoirs
- 737. Duruy : History of France
- 738. Duruy : History of France
- 739. William James : Selections
- 740. Gogol : Taras Bulba
- 741. Gorki : Through Russia
- 742. Turgenev : Fathers and Sons
- 743. An Anthology of English Short Stories
- 744. Charles Dickens : Reprinted Pieces
- 745. Political Liberty : A Symposium
- 746. The Golden Treasury of Longer Poems
- 747. Ibsen : Peer Gynt
- 748. Anna Sewell : Black Beauty
- 749. Livy : A History of Rome (Vol. IV)
- 750. Lucretius : Of the Nature of Things*
- 751. Locke : Civil Government
- 752. Paston : Letters
- 753. Paston : Letters
- 754. George Fox : The Journal
- 755. Livy : A History of Rome (Vol. V)
- 756. Livy : A History of Rome (Vol. VI)
- 757. Jonathan Swift : Journal to Stella (1924)
- 758. Russian Short Stories
- 759. Charles James Fox : Selected Speeches
- 760. Alexander Pope : Complete Poetical Works
- 761. Anthony Trollope : The Golden Lion of Granpere
- 762. Morley Roberts : Western Avernus
- 763. Robert Louis Stevenson : Treasure Island and Kidnapped
- 764. Robert Louis Stevenson : Master of Ballantrae and The Black Arrow
- 765. Robert Louis Stevenson : Virginibus Puerisque and Familiar Studies of Men and Books
- 766. Robert Louis Stevenson : An Inland Voyage, Travels with a Donkey and Silverado Squatters
- 767. Robert Louis Stevenson : Dr Jekyll and Mr Hyde, The Merry Men, etc
- 768. Robert Louis Stevenson : Poems
- 769. Robert Louis Stevenson : In the South Seas & Island Nights’ Entertainments
- 770. Dr Johnson : Lives of the Poets
- 771. Dr Johnson : Lives of the Poets
- 772. Waterton : Wanderings in South America
- 773. Buxton : Memoirs
- 774. Cowper : Letters
- 775. Walpole : Letters
- 776. A Dictionary of Everyman’s English
- 777. Charles Kingsley : Madam How and Lady Why
- 778. The Alpine Club : Peaks, Passes and Glaciers
- 779. Jules Verne : Five Weeks in a Balloon and Around the World in Eighty Days
- 780. Voltaire : The Age of Louis XIV*
- 781. Forster : Life of Charles Dickens
- 782. Forster : Life of Charles Dickens
- 783. Binns : Life of Abraham Lincoln
- 784. Vasari : Lives of the Painters
- 785. Vasari : Lives of the Painters
- 786. Vasari : Lives of the Painters
- 787. Vasari : Lives of the Painters
- 788. Trench : On the Study of Words and English Past and Present
- 789. The Prelude to Poetry
- 790. Tobias Smollett : Roderick Random
- 791. Edgar Allan Poe : Poems and Essays
- 792. William Blake : Poems and Prophecies
- 793. Charles Kingsley : Poems
- 794. Anglo-Saxon Poetry
- 795. John Milton : Areopagitica and Other Prose Works
- 796. Laurence Sterne : Sentimental Journey and Journal to Eliza
- 797. Mayne Reid : The Boy Slaves
- 798. Barbusse : Under Fire
- 799. Robert Owen : A New View of Society
- 800. Holinshed : Chronicles
- 801. Houghton : Life and Letters of John Keats
- 802. Dostoyevsky : The Brothers Karamazov
- 803. Dostoyevsky : The Brothers Karamazov
- 804. William Harrison Ainsworth : The Admirable Crichton
- 805. Renan : Life of Jesus
- 806. Edward Lear et al : A Book of Nonsense
- 807. Castiglione : The Courtier
- 808. Flaubert : Madame Bovary
- 809. A Dictionary of Quotations and Proverbs
- 810. A Dictionary of Quotations and Proverbs
- 811. Charles Darwin : The Origin of the Species
- 812. Mandeville : Travels
- 813. A Book of Sense and Nonsense
- 814. William Hazlitt : Plain Speaker
- 815. John Bunyan : Grace Abounding and Mr Badman
- 816. Susan Ferrier : Marriage
- 817. Surtees : Jorrock’s Jaunts
- 818. Eighteenth Century Plays
- 819. Calderon : Plays
- 819. (number reused) The Rubaiyat of Omar Khayyam
- 820. Daniel Defoe : Tour Through England and Wales
- 821. Daniel Defoe : Tour Through England and Wales
- 822. Hans Christian Andersen : More Fairy Tales
- 823. Lord Chesterfield : Letters to His Son
- 824. Shorter Elizabethan Novels
- 825. Mrs Shelley (Wollstonecraft) : Rights of Women
- 825. (number reused) John Stuart Mill : Rights of Woman
- 826. Rabelais : Gargantua and Pantagruel
- 827. Rabelais : Gargantua and Pantagruel
- 828. Wakefield : Letter from Sydney
- 829. Leigh Hunt : Selected Essays
- 830. Molière : Comedies
- 831. Molière : Comedies
- 832. Anthony Trollope : Phineas Finn
- 833. Anthony Trollope : Phineas Finn
- 834. Prevost : Manon Lescaut
- 834. (number reused) Prosper Merrimee : Carmen
- 835. John Howard : State of the Prisons
- 836. Lewis Carroll : Alice in Wonderland
- 837. Daniel Defoe : The Fortunes and Misfortunes of Moll Flanders
- 838. Tobias Smollett : Peregrine Pickle
- 839. Tobias Smollett : Peregrine Pickle
- 840. American Short Stories of the Nineteenth Century
- 841. Shorter Jacobean and Restoration Novels
- 842. Micklewicz : Pan Tadeusz
- 843. Lessing : Laocoon
- 844. Minor Poets of the 17th Century
- 845. Boccaccio : The Decameron
- 846. Boccaccio : The Decameron
- 847. Heimskringla : Sagas of the Norse Kings
- 848. Karl Marx : Capital
- 849. Karl Marx : Capital
- 850. Richard Jefferies : Bevis
- 851. Goethe : Conversations with Eckermann
- 852. Henry Fielding : Amelia
- 853. Henry Fielding : Amelia
- 854. George Eliot : Middlemarch
- 855. George Eliot : Middlemarch
- 856. Shorter Novels of the Eighteenth Century
- 857. E. Howard : Rattlin the Reefer
- 858. Oscar Wilde : Plays, Prose Writings & Poems
- 859. Jean Jacques Rousseau : Confessions
- 860. Jean Jacques Rousseau : Confessions
- 861. Dostoyevsky : The Possessed
- 862. Dostoyevsky : The Possessed
- 863. George Du Maurier : Trilby
- 864. Sir Arthur Quiller-Couch : Hetty Wesley
- 865. Ann Radcliffe : The Mysteries of Udolpho
- 866. Ann Radcliffe : The Mysteries of Udolpho
- 867. John Donne : Poems
- 868. Richard Baxter : Autobiography
- 869. Flaubert : Salammbo
- 870. Harrison Ainsworth : Rockwood
- 871. Sienkiewicz : Tales
- 872. Cowper : Poems
- 873. Minor Poets of the Seventeenth Century
- 874. Pascal : Pensees
- 875. Thomas Carlyle : Reminescences
- 876. Italian Short Stories
- 877. Henry Fielding : Jonathan Wild and The Journal of Voyage to Lisbon
- 878. Goncharov : Oblomov
- 879. Edmund Spenser : The Shepherd’s Calendar
- 880. Armour : Gudrun
- 881. Samuel Butler : Erewhon and Erewhon Revisited
- 882. Samuel Richardson : Clarissa
- 883. Samuel Richardson : Clarissa
- 884. Samuel Richardson : Clarissa
- 885. Samuel Richardson : Clarissa
- 886. Robert Burton : Anatomy of Melancholy
- 887. Robert Burton : Anatomy of Melancholy
- 888. Robert Burton : Anatomy of Melancholy
- 889. A Reader’s Guide to Everyman’s Library (Covering the first 950 volumes)
- 890. Landor : Imaginary Conversations and Poems
- 891. Euclid : Elements
- 892. Nietzsche : Thus Spake Zarathustra
- 893. Swedenborg : The True Christian Religion
- 894. Harrison Ainsworth : The Admirable Crichton
- 894. Poetry for Boys and Girls
- 895. Samuel Butler : The Way of All Flesh
- 896. French Short Stories
- 897. Emile Zola : Germinal
- 898. Pushkin : The Captain's Daughter
- 899. Webster and Ford : Selected Plays
- 900. Biographical Dictionary of Foreign Literature
- 901. Aristotle : Poetics and Demetrius on Style
- 902. Oliver Goldsmith : Citizen of the World
- 903. Pater : Marius the Epicurean
- 904. Robert Louis Stevenson and Sir Arthur Quiller-Couch : St. Ives
- 905. Leibnitz : Philosophical Writings
- 906. Table Talk
- 907. Guy de Maupassant : Short Stories
- 908. Shchedrin : The Golovlyov Family
- 909. Emmanuel Kant : The Critique of Pure Reason
- 910. Dryden : Poems*
- 911. Heinrich Heine : Prose and Poetry
- 912. Henry James : The Turn of the Screw and The Aspern Papers
- 913. G. K. Chesterton : Stories, Essays and Poems
- 914. D. H. Lawrence : The White Peacock
- 915. H. G. Wells : The Time Machine and The Wheels of Chance
- 916. Meredith : The Ordeal of Richard Feverel
- 917. John Galsworthy : The Country House
- 918. Hugh Walpole : Mr Perrin and Mr Traill
- 919. Arnold Bennett : The Old Wives’ Tales
- 920. Pierre Loti : Iceland Fisherman
- 921. The Golden Book of Modern English Poetry
- 922. Eddington : Nature of the Physical World
- 923. Converse : The House of Prayer
- 924. Gore : Philosophy of the Good Life
- 925. Joseph Conrad : Lord Jim
- 926. W. H. Hudson : A Shepherd’s Life
- 927. Mitford : Our Village
- 928. Tales of Detection
- 929. H. Pinnow : History of Germany
- 929. Loti : Iceland Fisherman
- 930. Havelock Ellis : Selected Essays
- 931. Lord Byron : Letters
- 932. W. Somerset Maugham : Cakes and Ale
- 933. George Moore : Esther Waters
- 934. Story Book for Boys and Girls
- 935. Aldous Huxley : Stories, Essays and Poems
- 936. Voltaire : Candide and Other Tales
- 937. English Religious Verse
- 938. J. B. Priestley : Angel Pavement
- 939. Pearson : The Grammar of Science
- 940. Walter De La Mare : Stories and Poems
- 941. Tchekov : Plays and Stories
- 942. Modern Plays
- 943. Swinnerton : The Georgian Literary Scene
- 944. Hindu Scriptures
- 945. Stendhal : Scarlet and Black
- 946. Stendhal : Scarlet and Black
- 947. Twenty One-Act Plays
- 948. Hilaire Belloc : Stories, Essays and Poems
- 949. Virginia Woolf : To the Lighthouse
- 950. Bligh : A Book of the Bounty
- 951. Richard Jefferies : After London, Amaryllis at the Fair
- 952. Ghost Stories
- 953. Selections from St Thomas Aquinas
- 954. Modern Short Stories
- 955. Ovid : Selected Works
- 956. W. H. Hudson : Far Away and Long Ago
- 957. Modern Humour
- 958. D. H. Lawrence : Stories, Essays and Poems
- 959. The English Galaxy of Short Poems
- 960. Fanny Burney : Diary
- 961. A. C. Swinburne : Poems and Prose
- 962. Thomas Mann : Stories and Episodes
- 963. George and Weedon Grossmith : Diary of a Nobody
- 964. Robert Browning : Poems 1871-1890 (Vol. I)
- 965. Cecil Chesterton : A History of the U.S.A.
- 966. Robert Browning : Poems 1871-1890 (Vol. II)
- 967. Anatole France : At the Sign of the Reine Pedauque and The Revolt of the *Angels,
- 968. J. M. Synge : Plays, Poems and Prose
- 969. Gustave Flaubert : Sentimental Education
- 970. Sienkiewicz : Quo Vadis?
- 971. Alexander Gilchrist : Life of William Blake
- 972. E. M. Forster : A Passage to India
- 973. Chinese Philosophy in Classical Times Covering the Period 1500 AD - 100 AD Digitalisat
- 974. Sir Arthur Quiller-Couch : Cambridge Lectures
- 975. Tobias Smollett : The Expedition of Humphry Clinker
- 976. Mark Twain : Tom Sawyer and Huckleberry Finn
- 977. Herbert George Wells : Ann Veronica
- 978. Somerville and Ross : Experiences of an Irish R. M., 1908 and Further Experiences
- 979. Wilkie Collins : The Moonstone
- 980. Joseph Conrad : The Nigger of the “Narcissus”
- 981. Poems of our Time
- 982. St. Augustine : The City of God, I
- 983. St. Augustine : The City of God, II
- 984. John Locke : An Essay Concerning Human Understanding (Vol. 2)
- 985. Silver Poets of the Sixteenth Century
- 986. Portuguese Voyages, 1498-1663
- 987. Henry James : The Ambassadors
- 988. Ivan Turgenev : Smoke
- 989. International Modern Plays
- 990. Robert Lynd : Essays on Life and Literature
- 991. Jean de la Fontaine : Fables
- 992. Geoffrey Chaucer : Troilus and Criseyde
- 993. Sir Richard Steele : The Tatler
- 994. Samuel Johnson : The Rambler
- 995. Napoleon Bonaparte : Letters
- 996. Persian Poems
- 997. Juvenal : Satires and The Satires of Persius
- 998. William Wordsworth : Poems (Vol. III)
- 999. Alessandro Manzoni : The Betrothed
- 1000. Aristotle : Metaphysics

## Fortführung der Reihe seit 1991
1990 kaufte George Weidenfeld die Rechte an der Reihe und verkaufte sie im Jahr darauf an den Verleger David Campbell. Seit 1991 führt der Verlag David Campbell Publishers, der 2003 zu Random House gehört, die Reihe fort, teils mit den Titeln aus der Backlist der „alten“ Everyman’s Library, teils mit neuen Titeln. Bis 2016 erreichte die „neue“ Everyman’s Library eine Gesamtauflage von 16 Millionen, bis 2021 von 27 Millionen.